# Bakerius phrygilanthi
Bakerius phrygilanthi là một loài côn trùng cánh nửa trong họ Aleyrodidae, phân họ Aleurodicinae.
Bakerius phrygilanthi được Bondar miêu tả khoa học đầu tiên năm 1923.